# Saung Naga (Peninjauan)
Saung Naga is een bestuurslaag in het regentschap Ogan Komering Ulu van de provincie Zuid-Sumatra, Indonesië. Saung Naga telt 1637 inwoners (volkstelling 2010).